# 66. Oscar-gála
A 66. Oscar-gálán az Amerikai Filmművészetek és Filmtudományok Akadémiája (AMPAS) az 1993-as év legjobb filmjeit és filmeseit díjazta. A ceremóniát 1994. március 21-én tartották, az Akadémia összesen huszonhárom kategóriában adott át díjakat.
A legtöbb, hét díjat, köztük a legjobb filmnek járó díjat a Schindler listája nyerte meg. A legjobb női főszereplő Holly Hunter (Zongoralecke), a legjobb férfi főszereplő Tom Hanks, a Philadelphia – Az érinthetetlen főszereplője lett. A legjobb női mellékszereplőnek járó díjat Anna Paquin kapta, szintén a Zongoraleckével, a legjobb férfi mellékszereplő díjat pedig Tommy Lee Jones (A szökevény) vehette át.

## Díjazottak
| Kategória                     | Győztes                                                   |                                                            |
| ----------------------------- | --------------------------------------------------------- | ---------------------------------------------------------- |
| Legjobb film                  | Schindler listája                                         | Steven Spielberg, Gerald R. Molen, Branko Lustig           |
| Legjobb férfi főszereplő      | Tom Hanks                                                 | Philadelphia – Az érinthetetlen                            |
| Legjobb női főszereplő        | Holly Hunter                                              | Zongoralecke                                               |
| Legjobb férfi mellékszereplő  | Tommy Lee Jones                                           | A szökevény                                                |
| Legjobb női mellékszereplő    | Anna Paquin                                               | Zongoralecke                                               |
| Legjobb rendező               | Steven Spielberg                                          | Schindler listája                                          |
| Legjobb eredeti forgatókönyv  | Zongoralecke                                              | Jane Campion                                               |
| Legjobb adaptált forgatókönyv | Schindler listája                                         | Steven Zaillian                                            |
| Legjobb fényképezés           | Schindler listája                                         | Janusz Kamiński                                            |
| Legjobb vágás                 | Schindler listája                                         | Michael Kahn                                               |
| Legjobb látványtervezés       | Schindler listája                                         | Ewa Braun, Allan Starski                                   |
| Legjobb kosztümtervező        | Az ártatlanság kora                                       | Gabriella Pescucci                                         |
| Legjobb smink/maszk           | Mrs. Doubtfire – Apa csak egy van                         | Greg Cannom, Ve Neill, Yolanda Toussieng                   |
| Legjobb eredeti filmzene      | Schindler listája                                         | John Williams                                              |
| Legjobb eredeti betétdal      | Philadelphia – Az érinthetetlen                           | „Streets of Philadelphia”                                  |
| Legjobb hang                  | Jurassic Park                                             | Gary Summers, Gary Rydstrom, Shawn Murphy, Ron Judkins     |
| Legjobb hangvágás             | Jurassic Park                                             | Gary Rydstrom, Richard Hymns                               |
| Legjobb képi effektusok       | Jurassic Park                                             | Dennis Muren, Stan Winston, Phil Tippett, Michael Lantieri |
| Legjobb idegen nyelvű film    | Belle Epoque                                              | Spanyolország                                              |
| Legjobb dokumentumfilm        | I Am a Promise: The Children of Stanton Elementary School | Susan Raymond, Alan Raymond                                |
| Legjobb rövid dokumentumfilm  | Defending Our Lives                                       | Margaret Lazarus, Renner Wunderlich                        |
| Legjobb animációs rövidfilm   | Wallace és Gromit                                         | Nick Park                                                  |

## Kategóriák és jelöltek

### Legjobb film
Schindler listája (Steven Spielberg, Gerald R. Molen, Branko Lustig)
- A szökevény (Arnold Kopelson)
- Apám nevében (Jim Sheridan)
- Zongoralecke (Jan Chapman)
- Napok romjai (Mike Nichols, John Calley, Ismail Merchant)

### Legjobb színész
Tom Hanks (Philadelphia – Az érinthetetlen)
- Daniel Day-Lewis (Apám nevében)
- Anthony Hopkins (Napok romjai)
- Liam Neeson (Schindler listája)
- Laurence Fishburne (Tina)

### Legjobb színésznő
Holly Hunter (Zongoralecke)
- Angela Bassett (Tina)
- Emma Thompson (Napok romjai)
- Debra Winger (Árnyékország)
- Stockard Channing (Hatszoros ölelés)

### Legjobb mellékszereplő színész
Tommy Lee Jones (A szökevény)
- John Malkovich (Célkeresztben)
- Pete Postlethwaite (Apám nevében)
- Leonardo DiCaprio (Gilbert Grape)
- Ralph Fiennes (Schindler listája)

### Legjobb mellékszereplő színésznő
Anna Paquin (Zongoralecke)
- Holly Hunter (A cég)
- Rosie Perez (Félelem nélkül)
- Winona Ryder (Az ártatlanság kora)
- Emma Thompson (Apám nevében)

### Legjobb rendező
Steven Spielberg (Schindler listája)
- Jane Campion (Zongoralecke)
- Robert Altman (Rövidre vágva)
- Jim Sheridan (Apám nevében)
- James Ivory (Napok romjai)

### Legjobb eredeti forgatókönyv
Zongoralecke (Jane Campion)
- Dave (Gary Ross)
- Célkeresztben (Jeff Maguire)
- Philadelphia – Az érinthetetlen (Ron Nyswaner)
- A szerelem hullámhosszán (Nora Ephron , David S. Ward, Jeff Arch)

### Legjobb adaptált forgatókönyv
Schindler listája (Steven Zaillian)
- Az ártatlanság kora (Martin Scorsese, Jay Cocks)
- Apám nevében (Jim Sheridan, Terry George)
- Napok romjai (Ruth Prawer Jhabvala)
- Árnyékország (William Nicholson)

### Legjobb fényképezés
Schindler listája (Janusz Kamiński)
- Isten veled, ágyasom! (Changwei Gu)
- A szökevény (Michael Chapman)
- Zongoralecke (Stuart Dryburgh)
- A bajnok (Conrad L. Hall)

### Legjobb vágás
Schindler listája (Michael Kahn)
- A szökevény (Dennis Virkler, David Finfer, Dean Goodhill, Don Brochu, Richard Nord, Dov Hoenig)
- Célkeresztben (Anne V. Coates)
- Apám nevében (Gerry Hambling)
- Zongoralecke (Veronika Jenet)

### Legjobb látványtervezés
Schindler listája (Ewa Braun, Allan Starski)
- Addams Family 2. – Egy kicsivel galádabb a család (Ken Adam, Marvin March)
- Az ártatlanság kora (Dante Ferretti, Robert J. Franco)
- Orlando (Ben van Os, Jan Roelfs)
- Napok romjai (Luciana Arrighi, Ian Whittaker)

### Legjobb kosztümtervező
Az ártatlanság kora (Gabriella Pescucci)
- Orlando (Sandy Powell)
- Zongoralecke (Janet Patterson)
- Napok romjai (Jenny Beavan, John Bright)
- Schindler listája (Anna B. Sheppard)

### Legjobb smink/maszk
Mrs. Doubtfire – Apa csak egy van (Greg Cannom, Ve Neill, Yolanda Toussieng)
- Philadelphia – Az érinthetetlen (Carl Fullerton, Alan D'Angerio)
- Schindler listája (Christina Smith, Matthew W. Mungle, Judith A. Cory)

### Legjobb eredeti filmzene
Schindler listája (John Williams)
- Az ártatlanság kora (Elmer Bernstein)
- A cég (Dave Grusin)
- A szökevény (James Newton Howard)
- Napok romjai (Richard Robbins)

### Legjobb eredeti betétdal
Philadelphia – Az érinthetetlen – Bruce Springsteen: „Streets of Philadelphia”
- Beethoven 2 – Carole Bayer Sager, James Ingram, Clif Magness: „The Day I Fall in Love”
- Philadelphia – Az érinthetetlen – Neil Young: „Philadelphia”
- Hazug igazság – Janet Jackson, James Harris III, Terry Lewis: „Again”
- A szerelem hullámhosszán – Marc Shaiman, Ramsey McLean: „A Wink and a Smile”

### Legjobb hang
Jurassic Park (Gary Summers, Gary Rydstrom, Shawn Murphy, Ron Judkins)
- Cliffhanger – Függő játszma (Michael Minkler, Bob Beemer, Tim Cooney)
- A szökevény (Donald O. Mitchell, Michael Herbick, Frank A. Montaño, Scott D. Smith)
- Geronimo – Az amerikai legenda (Chris Carpenter, Doug Hemphill, Bill W. Benton, Lee Orloff)
- Schindler listája (Andy Nelson, Steve Pederson, Scott Millan, Ron Judkins)

### Legjobb hangvágás
Jurassic Park (Gary Rydstrom, Richard Hymns)
- Cliffhanger – Függő játszma (Wylie Stateman, Gregg Baxter)
- A szökevény (John Leveque, Bruce Stambler)

### Legjobb képi effektusok
Jurassic Park (Dennis Muren, Stan Winston, Phil Tippett, Michael Lantieri)
- Cliffhanger – Függő játszma (Neil Krepela, John Richardson, John Bruno, Pamela Easley)
- Karácsonyi lidércnyomás (Pete Kozachik, Eric Leighton, Ariel Velasco-Shaw, Gordon Baker)

### Legjobb idegen nyelvű film
Belle Epoque (Spanyolország)
- Isten veled, ágyasom! - Ba wang bie ji (Hongkong)
- Hedd Wyn, a költő (Egyesült Királyság)
- Az esküvői bankett - Hsi yen (Tajvan)
- A zöld papaya illata - Mùi du du xanh – L'odeur de la papaye verte (Vietnám)

### Legjobb dokumentumfilm
I Am a Promise: The Children of Stanton Elementary School (Susan Raymond, Alan Raymond)
- The Broadcast Tapes of Dr. Peter (David Paperny, Arthur Ginsberg)
- Children of Fate: Life and Death in a Sicilian Family (Susan Todd, Andrew Young)
- For Better or for Worse (David Collier, Betsy Thompson)
- The War Room (D.A. Pennebaker, Chris Hegedus)

### Legjobb rövid dokumentumfilm
Defending Our Lives (Margaret Lazarus, Renner Wunderlich)
- Blood Ties: The Life and Work of Sally Mann (Steven Cantor, Peter Spirer)
- Chicks in White Satin (Elaine Holliman, Jason Schneider)

### Legjobb animációs rövidfilm
Wallace és Gromit (Nick Park)
- Blindscape (Stephen Palmer)
- Le Fleuve aux grandes eaux (Frédéric Back, Hubert Tison)
- Small Talk (Bob Godfrey, Kevin Baldwin)
- The Village (Mark Baker)

## Végső eredmény
(Győzelem/jelölés)
| 7/12 | Schindler listája                 |
| 3/8  | Zongoralecke                      |
| 3/3  | Jurassic Park                     |
| 2/4  | Philadelphia – Az érinthetetlen   |
| 1/7  | A szökevény                       |
| 1/4  | Az ártatlanság kora               |
| 1/1  | Mrs. Doubtfire – Apa csak egy van |